# 澳門經濟
澳門是一個高度发达，开放程度較高的微型經濟體。博彩及其中介業爲它的經濟支柱，在其经济中占绝对主导地位；但高度依賴博彩服務出口的特點，亦令經濟增長呈現高波動性。

## 歷史
1950至1970年代，爆竹、火柴和神香為澳門三大傳統手工業（各有大、小工場及山寨廠等形式）。同時香港商人亦涉足澳門，使大量資金流入當地。
踏入1970年代，製造業，如製衣、針織、彩瓷、電子、玩具及人造花，取代傳統手工業在澳門經濟中的支配地位。
到了1980年代，受配額制度影響，紡織品（多為出口成衣）和新興產業（包括其它輕工業，如玩具、人造花及電器產品）佔較重要地位。美國、法國及西德為澳門的主要出口國。
但自1993年下半年起，由於中華人民共和國政府實施宏觀調控，物業市場轉冷，令不少未開工地盤（如爛尾樓和空置商用樓宇）充斥在澳門半島、南區和新口岸區中。不少紡織廠亦選擇北上設廠，關閉澳門廠房，以減少工資成本。凡此種種，加上1990年代的治安不靖及金融風暴，使當地經濟停滯不前，而在1996年至1999年更演變成經濟衰退（1998年的衰退率達到4.6％）。
不過，到了2004年，當地經濟強勢增長（主要受惠於博彩旅遊業；但建築業、服務業、餐飲業及保險業也略有增長）。不少港資地產公司、化妝品公司、便利店等均大舉在當地開設分公司和分店。然而，過度依賴單一產業，以驅動經濟發展的模式，亦存在隱憂：在人力資源短缺下，一批低學歷人員寄居於賭場；而由於經濟增長，物價飛漲，炒賣旺區物業現象出現。儘管當地政府在2005年提高了投資移民的申請資格後，投資移民申請個案減少了逾70％，但炒風仍未能竭止。
2008年，當地基尼系數創下20年來最低值0.37，顯示貧富差距收窄；這亦是近20年合共5次的住戶收支調查中，貧富分佈最良好的一次。當地居民每月收入中位數趨升，4000元或以下收入比例較過去幾年低，反映當地居民收入向中間集中，收入改善。其中，部份原因是當地政府開放博彩業，使部份人投身博彩業，從而改善收入；而當地政府推行的各種財富再分配措施，如上調最低維生指數、敬老金、現金分享、工作收入補貼、補貼車資、電費，也使當地居民收入改善。

## 經濟數據

### 历年季度本地生產總值GDP
| 年份 | 1季度   | 1季度           | 2季度   | 2季度           | 3季度   | 3季度           | 4季度   | 4季度           | 全年           | 全年            | 全年            |
| 年份 | GDP     | 同比 实增 （%） | GDP     | 同比 实增 （%） | GDP     | 同比 实增 （%） | GDP     | 同比 实增 （%） | 按季度數據總計 | 名义 增长 （%） | 同比 实增 （%） |
| ---- | ------- | --------------- | ------- | --------------- | ------- | --------------- | ------- | --------------- | -------------- | --------------- | --------------- |
| 2023 | 74,774  | 33.0%           | 83,871  | 102.0%          | 91,463  | 116.1%          | 129,372 | 86.4%           | 379,480        | 114.07%         | 80.5%           |
| 2022 | 52,523  | -11.4 %         | 38,194  | -39.6%          | 38,145  | -29.4%          | 48,407  | -16.9%          | 177,269        | -26.5%          | %               |
| 2021 | 59,249  | -2.3%           | 63,234  | 72.3%           | 56,198  | 36.6%           | 62,475  | -3.8%           | 241,157        | 18.6%           | %               |
| 2020 | 60,644  | -45.8 %         | 36,708  | -66.2%          | 41,128  | -61.9%          | 64,919  | -44.4%          | 203,399        | -54.3%          | %               |
| 2019 | 111,864 | 1.0%            | 108,758 | 0.5%            | 108,064 | 0.6%            | 116,844 | -2.6%           | 445,530        | -0.2%           | %               |
| 2018 | 110,718 | 15.0%           | 108,173 | 12.0%           | 107,438 | 7.2%            | 119,954 | 7.4%            | 446,283        | 10.2%           | %               |
| 2017 | 96,262  | 12.4%           | 96,619  | 15.7%           | 100,255 | 10.3%           | 111,703 | 11.3%           | 404,839        | 12.3%           | %               |
| 2016 | 85,677  | -9.1%           | 83,480  | -5.2%           | 90,856  | 4.7%            | 100,330 | 10.7%           | 360,344        | 0.2%            | %               |
| 2015 | 94,217  | -18.9%          | 88,095  | -20.8%          | 86,742  | -18.2%          | 90,654  | -13.6%          | 359,708        | -18.0%          | %               |
| 2014 | 116,236 | 22.0%           | 111,237 | 14.0%           | 106,067 | 4.2%            | 104,976 | -10.4%          | 438,516        | 6.5%            | %               |
| 2013 | 95,254  | 19.8%           | 97,573  | 17.5%           | 101,783 | 18.9%           | 117,128 | 20.8%           | 411,739        | 19.3%           | %               |
| 2012 | 79,522  | 26.3%           | 83,048  | 16.1%           | 85,588  | 12.4%           | 96,922  | 14.3%           | 345,080        | 16.8%           | %               |
| 2011 | 62,979  | 28.8%           | 71,528  | 33.4%           | 76,128  | 33.3%           | 84,803  | 27.7%           | 295,438        | 30.7%           | %               |
| 2010 | 48,883  | 21.2%           | 53,626  | 36.9%           | 57,089  | 32.9%           | 66,400  | 33.0%           | 225,997        | 31.1%           | %               |
| 2009 | 40,333  | -4.6%           | 39,168  | -9.5%           | 42,943  | 3.8%            | 49,919  | 19.7%           | 172,363        | 2.2%            | %               |
| 2008 | 42,289  | 26.9%           | 43,297  | 22.8%           | 41,352  | 9.9%            | 41,701  | -0.6%           | 168,639        | 13.8%           | %               |
| 2007 | 33,335  | 24.2%           | 35,261  | 28.0%           | 37,629  | 30.2%           | 41,956  | 17.4%           | 148,181        | 24.5%           | %               |
| 2006 | 26,833  | 25.8%           | 27,557  | 25.8%           | 28,897  | 14.7%           | 35,728  | 23.3%           | 119,014        | 22.2%           | %               |
| 2005 | 21,328  | 12.8%           | 21,904  | 12.2%           | 25,196  | 11.0%           | 28,988  | 19.5%           | 97,415         | 14.1%           | %               |
| 2004 | 18,901  | 22.2%           | 19,526  | 55.4%           | 22,703  | 27.4%           | 24,252  | 19.5%           | 85,382         | 29.1%           | %               |
| 2003 | 15,469  | 14.2%           | 12,563  | -9.9%           | 17,819  | 20.7%           | 20,295  | 19.7%           | 66,147         | 11.7%           | %               |
| 2002 | 13,548  | 4.6%            | 13,941  | 10.3%           | 14,769  | 2.8%            | 16,961  | 11.9%           | 59,220         | 7.5%            | %               |
| 2001 | 12,951  | %               | 12,641  | %               | 14,364  | %               | 15,156  | %               | 55,112         | 1.4%            | %               |

## 勞動和就業
| 2007年就業人口分類 | 2007年就業人口分類 | 2007年就業人口分類 |
| ------------------ | ------------------ | ------------------ |
| 職業               | 人數（每千）       |                    |
| 高級官員/經理      | 14.6               |                    |
| 專業人員           | 9.9                |                    |
| 技術人員           | 28.1               |                    |
| 文員               | 83.7               |                    |
| 服務及銷售人員     | 63.2               |                    |
| 農業/漁業人員      | 0.8                |                    |
| 手工藝者           | 33.7               |                    |

澳門的勞動人口主要投身於製造業、建築業、批發和零售業、酒店及餐廳招待業、金融頁、房地產業、博彩業、運輸業、倉庫貯藏業、通訊業及公共管理中。同時，由於雙位數的經濟增長率，失業率2000年的紀錄高點6.8％下降至2007年第三季度的3.1％。
隨著數個賭場度假村的建設，不少行業，特別是建築業，面臨著勞工短缺的問題。當地政府向鄰近地區（如中國大陸、香港、菲律賓和印度）輸入勞工。在2007年第二季中，外來勞動人口數目達至75,391的紀錄高位，佔當地超過四分之一的勞動力。不過，部份本地工人不滿因廉價外地勞工的輸入，而導致的就業機會缺失；也有人認爲，非法勞工已成爲一個嚴重的問題。
同時，當地的收入不平等亦有所擴大：當地的基尼係數已從1998年的0.43上升到2006年的0.48，較其他鄰近地區，包括中國大陸（0.447）、韓國（0.316）和新加坡（0.425）的為高。

## 貨幣制度
澳門採用的法定貨幣是澳門幣（MOP），並以港元作為外匯儲備。此外，澳門金融管理局規定澳門幣兌港元的固定匯率，爲1港元兌換1.03澳門幣。
1澳門幣可兌成100仙（Avos）。發行硬幣有10、20、50仙，及1、2、5、10元（2、10在澳門境內很少使用）；發行紙幣有5、10、20、50、100、500、1000元。自1995年10月起，當地有兩間發鈔銀行，分別是大西洋銀行及中國銀行澳門分行（中銀澳門）。
港元在境內自由流通，當地政府機構亦接受港元繳費（事實上，港元佔澳門銀行的存款總額超過一半。）此外，人民幣在當地也被接受，不过受汇率限制，会有「补水」。
澳門幣兌換美元的歷史匯率如下：
| 澳門幣兌換美元 | 時期      |
| -------------- | --------- |
| 8.01           | 2000年    |
| 7.99           | 1999年    |
| 7.98           | 1998年    |
| 7.99           | 1997年    |
| 7.962          | 1996年    |
| 8.034          | 1993–95年 |

## 行業

### 旅遊業和博彩業
長久以來，澳門的主要收入都來自博彩業和旅遊業：在2006年及2009年，博彩業分別爲當地經濟貢獻了558.84億澳門幣（約69.5億美元）及超過32.3%的本地生產總值。（2006年，博彩業為澳門帶來的收入，比2005年增加100.84億澳門幣，佔財政總收入的73％，比去年同期增長13.4％。）
1999年，澳門特區成立，除了治安有所改善之餘，澳門便定位為以博彩旅遊業作龍頭發展的城市，而且2003年中國內地開展港澳個人遊後，內地居民來澳更為方便。根據澳門統計暨普查局資料，2010年本澳入境旅客總數為2,497萬人次，旅客主要來自中国内地（佔總數53.0%）、香港（佔總數29.9%）和台灣（佔總數5.2%）。
澳門的博彩業於1847年在葡萄牙的管治之下開始合法化，自此以後，澳門以「東方蒙地卡羅」之名廣為世界所知，成為了澳門經濟的重要一部份，2006年澳門賭場總營業額已超越拉斯維加斯，成為全球第一賭城，大型博彩業建築物相繼建成，形成「一條街，就一間」的風格。澳門的博彩業大概可以分成五大類：娛樂場賭博、賽馬、賽狗、彩票和足球博彩。
旅遊方面，澳門區內主要的旅遊景點有1992年由澳門八個社團評選的澳門八景和2005年7月15日被列入世界文化遺產名錄的澳門歷史城區。
展望澳門經濟，除了優化旅遊博彩業之外，澳門政府亦冀望能趁勢重新將澳門定位，計劃變身成區域性的旅遊、會議展覽中心及泛珠三角發展框架範圍內中小企業的服務平台。

### 工商業

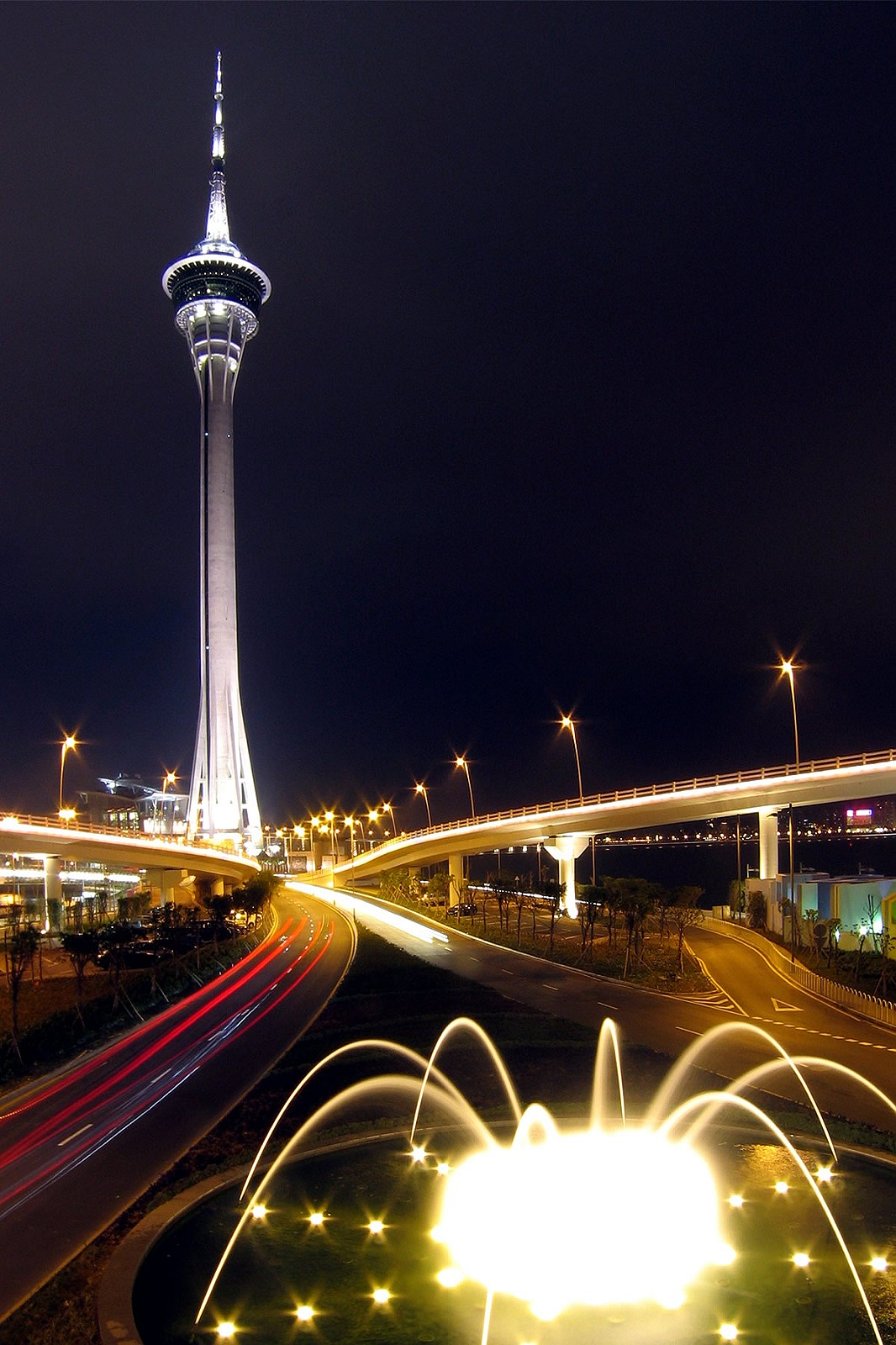
晚上的澳門旅遊塔
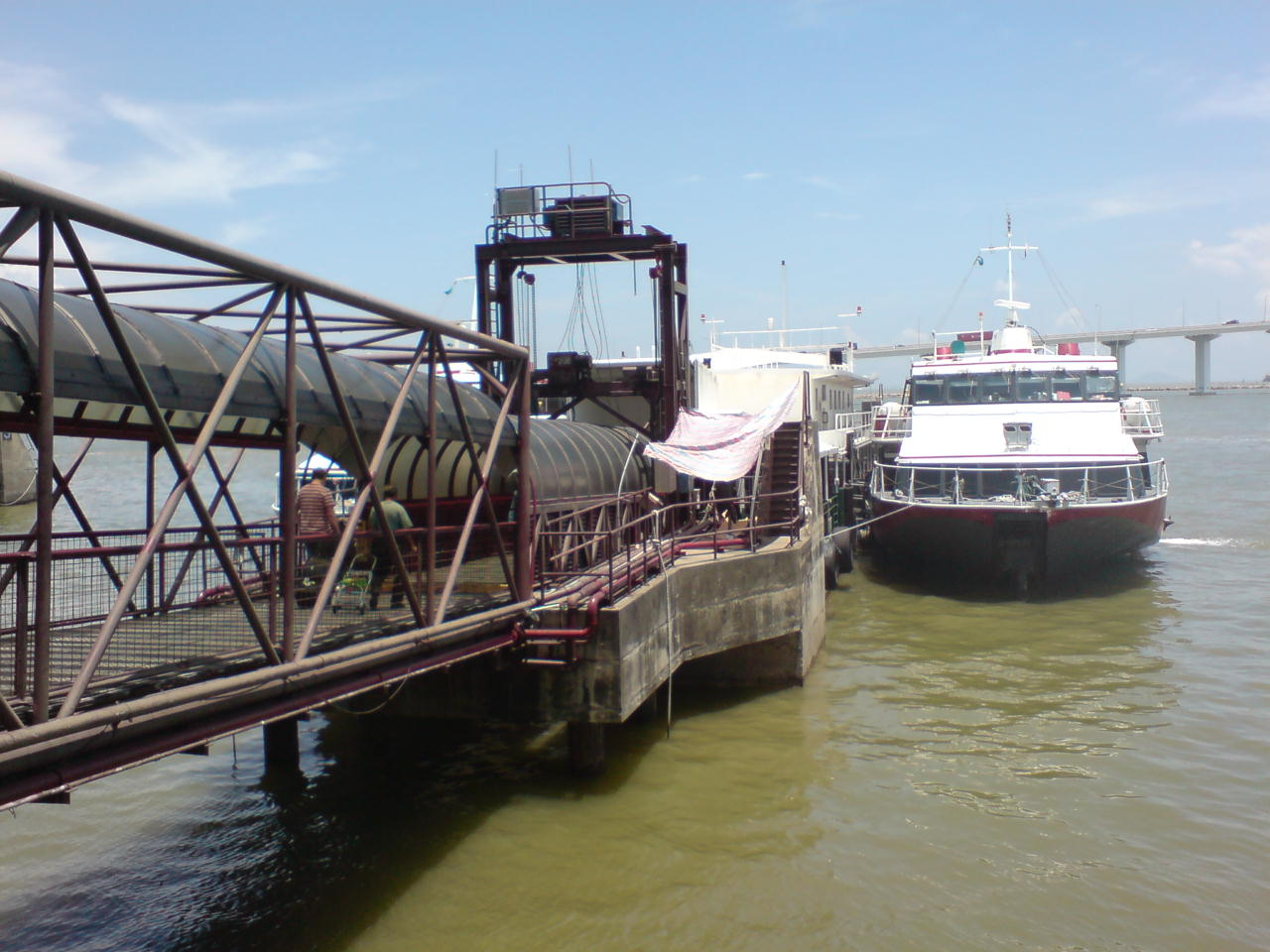
客運碼頭
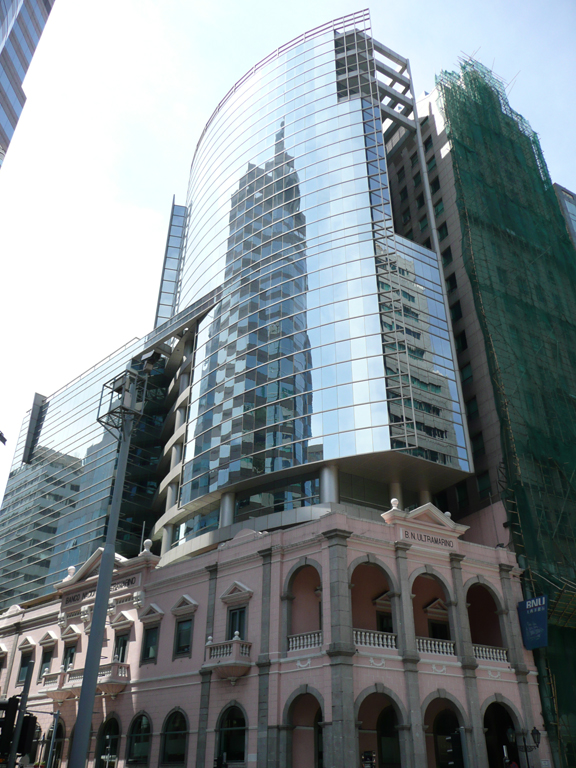
澳門大西洋銀行
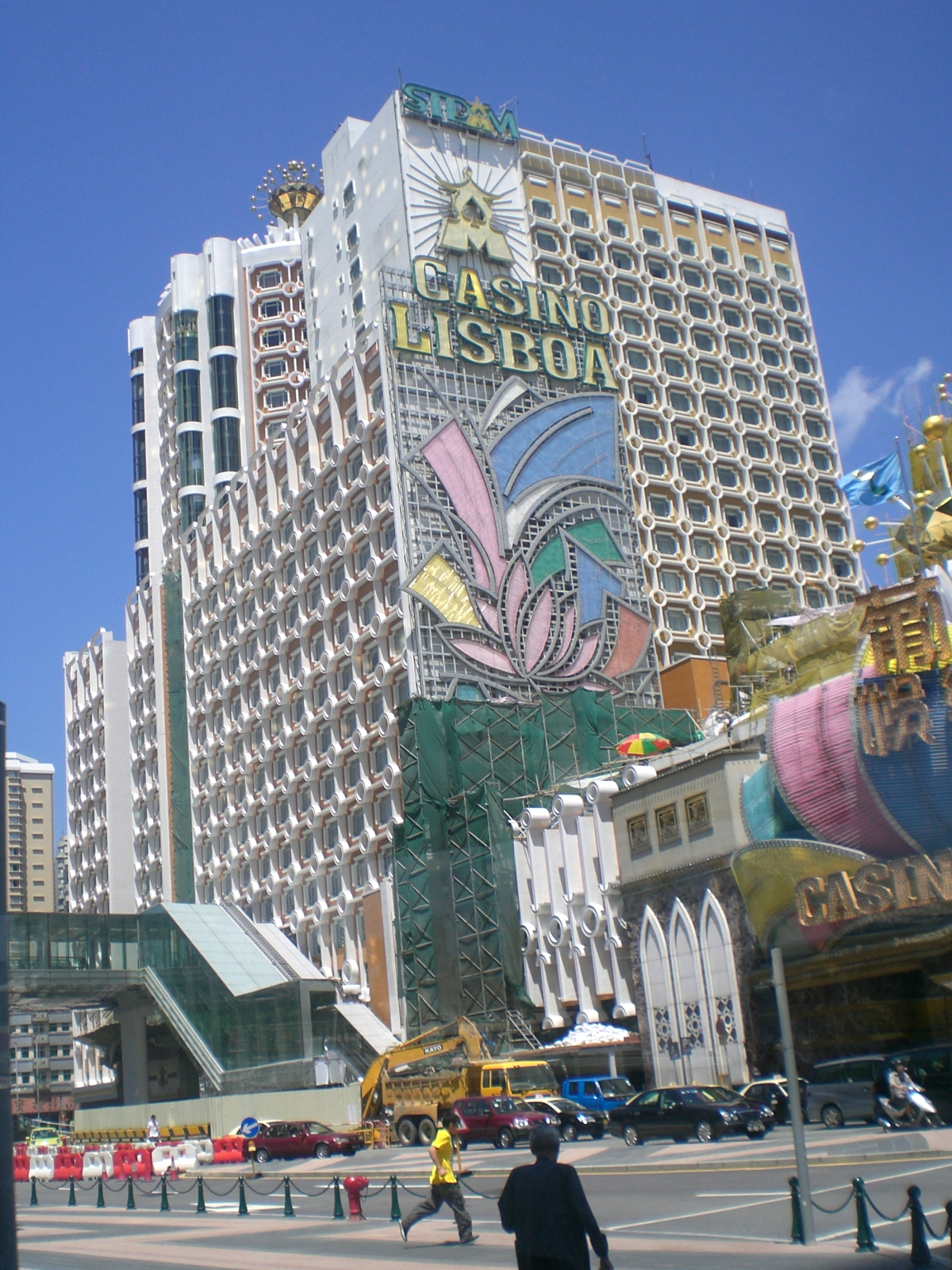
澳門葡京酒店

澳門的商業發展一直都受惠於旅遊業的帶動，自賭權開放以後，澳門經濟迅速發展，刺激本地居民以及旅客的消費能力，引致澳門的商業得以高速發展。
澳門的旅遊發展朝向渡假式消閒娛樂方向，因而在商業方面的發展亦會受惠，商業在旅遊博彩業的帶動下將會繼續發展。對外貿易方面，據經濟局資料：2005年全年總出口貨值為198.2億澳門元，較2004年下跌12.1%，出口產品以紡織、成衣類為主，出口貨值下跌15.1%至180.7億澳門元，佔整體出口貨值77%，非紡織品出口方面以機器設備與零件及鞋類為主；而進口則上升12.3%，達313.4億澳門元，貿易逆差為115.2億澳門元。進口商品以消費品、原料及半製品居多，主要貿易夥伴包括有中國內地、香港、日本、美國和歐盟等。

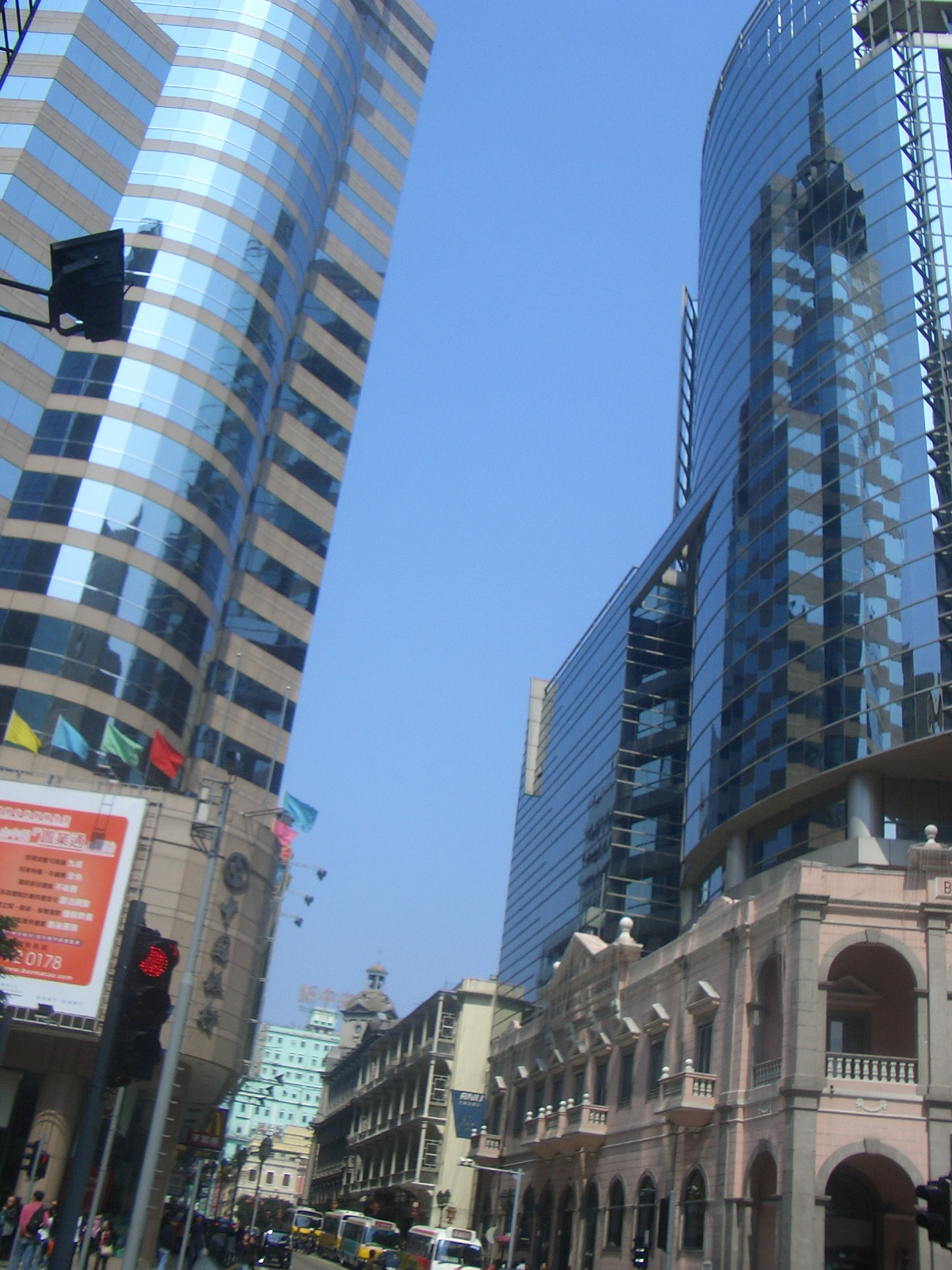
澳門心臟地帶高廈林立，圖中兩旁為中國銀行新馬路分行及大西洋銀行總行大廈

澳門工業歷史悠久，早在300多年前，澳門的鑄炮業和帆船製造業就頗負盛名。1950年代中期，小規模的膠鞋廠、搪瓷廠、手套廠、小五金廠相繼出現。1950年代末至1960年代初，不少工業產品遠銷東南亞及歐美各國，標誌著澳門的現代工業起步。1970年代，澳門的工業發展速度加快，製衣業和毛針織業迅速壯大。1980年代中期是澳門工業的全盛時期，成為澳門四大經濟支柱之一，當時全澳有工廠2700家，就業人員8萬多人，產值佔全澳總產值的37％，成為澳門經濟的第一大產業，是澳門外匯收入的主要來源。但到了1980年代末期，澳門工業競爭力下降。1990年代後，澳門工業的增長速度逐漸下降，甚至出現連年負增長。隨著澳門工業的發展，澳門的工業體係也隨之變化。早期是以中小型工廠為主的勞動密集型工業，採取的是外向型模式，產品以紡織品為主體，全部或大部分外銷，市場以西歐和美國為主，亞洲居次。工業對外依賴性大，特別是對香港和中國內地的依賴。目前，澳門工業正向高新技術、高科技含量發展，並大力開拓產品銷售新市場，通過多元化發展來增強競爭力。
澳門在1999年底通過離岸法例並提供免稅優惠，對房地產活動、改善失業率和銀行金融業的發展起了幫助作用。澳門政府在中央政府支持下，積極利用澳門所具有的特殊優勢打造中葡經貿合作的服務平臺。當中設立的中國-葡語國家經貿合作論壇（中葡經貿合作論壇），深化了中國與葡語國家的經貿合作和共同發展。在2004年1月1日起，澳門與内地的CEPA使澳門製造的產品免關稅進入中國內地，使澳門自身優勢更見明顯。澳門經濟因此得以急速發展。

### 通訊及郵政
澳門的通訊方便快捷，電訊網絡覆蓋面廣；無論在各酒店或電話亭，都可使用直撥國際電話服務，與全球一百多個國家和地區直接聯繫。在澳門使用固定電話接撥市內電話無需收費；設置在澳門半島及離島的公用電話則需收費澳門幣1元，可通話五分鐘。
至於郵遞方面，澳門郵政除了提供平郵和空郵等一般服務之外，還有特快專遞。
澳門郵票的主題及設計匯合了中、西文化特色，其中一些較受歡迎的系列郵票包括有生肖、文學與人物、傳說與神話、文物保護、科學與科技及澳門藝術等作為主要題材。為應付民眾對集郵品的需求，澳門郵政不僅在各個郵政分局設有集郵專櫃，還在當地旅遊景點大三巴牌坊附近開設郵亭來銷售郵品，以方便集郵愛好者及旅客前往購買。

## 能源
電力 - 生產：1.893十億千瓦小時（2004年） 
- 化石燃料：100％
- 水電：0％
- 核電：0％
- 其他能源：0％（1998年）

電力 - 消費：1.899十億千瓦小時（2004年）
電 - 出口：0度（2004）
電 - 進口：15330萬千瓦時（2004年）